# بزجاني
بزجاني (بالفارسية: بزجانی) هي قرية تقع في قسم سنغ بست الريفي في إيران. يقدر عدد سكانها بـ 635 نسمة بحسب إحصاء 2016.